# أنشودة الشباب (فلم 1959)
أُنشودة الشباب هو فيلم عُرض في البر الرئيسي الصيني عام 1959، كان بالأساس رواية للكاتبة يانغ مو ثم تحول بعد ذلك لفيلم.
تم البدء في تصوير الفيلم عام 1958 وانتهى تصويره عام 1959 وتم عرضه في نفس العام ليصبح أول فيلم صيني يأخذ تقييماً مرتفعاً و يُعرض في السينيمات على مدار تاريخ الأفلام الصينية.
قُبِل بحفاوة غير مسبوقة عندما عُرض في السينيمات في بكين في الأول من تشرين الأول عام 1959. قُبِل بحفاوة الترحيب ايضاً عندنا عُرض في اليابان، فيما بعد تعدى وجوده الصين واليابان، حيث تم عرضه في أكثر من 36 مدن يابانية أخرى مثل: طوكيو (اليابان)، سنداي، سابورو، أوساكا، دينغ دو، هيروشيما، فوكوكا و ناغويا وقُبِل بحفاوة الترحيب. اتخذ الشباب اليابانيون من لين داو دينغ مثلاً أعلى يُحتذى به في حياتهم.

## قصة الفيلم
وُلدت لين داو دينغ في بكين لعائلة كبيرة، فكان والدها رجل ذو سلطة ومال، وكانت والدتها مزارعة،أجبرتها والدتها على الزواج بعد تخرجها من المدرسة الثانوية لكنها رفضت، ثم تركت المنزل بعد ذلك، م تجد مكاناً لتذهب إليه فذهب إلى محطة قطار باي داي وجدها مدير مدرسة وأواها بمنزله، وكانت على أهبة الاستعداد للتضيحة، فقابلت في تلك الفترة شاب متوهج قلبه بحب الوطن يُدعى يو يونغ تسي.
بعدما ساعدها على العمل كمعملة بمدرسة ابتدائية، ذهبت لجامعة بكين لتستكمل دراستها. بعد حادثة موكدين تعرفت على شاب يُدعى لو ديا تشوان وبعدها بفترة قصيرة ذهب للجنوب من أجل المشاركة في فاعليات خاصة بالمقاومة، ثم بعدها عادت لين داو دينغ إلى بكين، وعاشت مع لو ديا تشوان، وضاقت ذرعاً بهذه الحياة، حتى أنها كانت لا تقوى على استكمال دراستها. ثم انتقلت للعيش في غرفة باي لي بينغ في نفس الشقة، فبدأت تدب بها حيوية الشاب من جديد. بدأت تقرأ في الماركسية ، فوجهت أنظارها تحو الثورة .
عارض يوان تزي لين على ما كانت تفكر به، حيث بعدما أوقع نفسها في يد الأعداء رفضت أن تساعده، رجعت عن ما كانت تفكر به وأيدت يوان تزي في كلامه.
بدأت بتوزيع كافة أنواع المنشورات، حتى تم القبض عليها، وأجبرها اعميل السري جو مانغ على الزواج منه، ولكنها بمساعدة إحدى أصدقائها استطاعت الهرب، ثم ذهبت إلى محافظة دينغ للعمل بها، وتعرفت هنا على إحدى أعضاء الحزب الشيوعي الصيني ديانغ خوا، وظهر داي يوو مرة أخرى، ثم عادت معه إلى بكين، وتم القبض عليها مرة ثانية، وتعرضت أثناء هذه الفترة لأشد أنواع التعذيب.
ساعدتها لين خونغ على الانضمام للحزب الشيوعي الصيني، وانخرطت في السيل المعادي لليابانين المندد بالقاء عليهم.

## الأدوار الرئيسيسة
دور لي دينغ داو قامت ب الممثلة شياه فانغ
دور دينغ خوا قام به الممثل يو يانغ
دور لو ديا تشوان قام به الممثل كانغ تشينغ
دور لين خونغ قامت به الممثلة تشينغ يي

## وصلات خارجية
موقع دوّ بان للأفلام